# Nationaal park Gunung Mulu
Gunung Mulu is een nationaal park in Miri, een deelgebied in de deelstaat Sarawak in Oost-Maleisië. Het staat sinds 2000 op de Werelderfgoedlijst van UNESCO voor een gebied van 52.864 hectare.
Het bevat drie bergen:
- Gunung Mulu (berg) (2376 m)
- Gunung Api (1750 m) - actieve vulkaan
- Gunung Benarat (1585 m)

In dit park zijn veel grotten zoals de Deer Cave, de Lang's Cave, de Clearwater Cave en de Tiger's Cave. Hier is ook de grootste grot de Sarawak Chamber, met een geschatte lengte van 600 meter. In de Deer Cave huizen 3 miljoen vleermuizen die dagelijks binnen 2 uur de grot uitvliegen. Deze grot werd lange tijd gezien als de grootste ter wereld, totdat de Hang Sơn Đoòng-grot in het nationaal park Phong Nha-Kẻ Bàng in Vietnam werd ontdekt.
Vooral bekend zijn de rotsformaties Pinnacles, tot wel 50 meter hoge puntige rotsen van kalksteen zo scherp als een Samoerai zwaard.